# Bromhexin

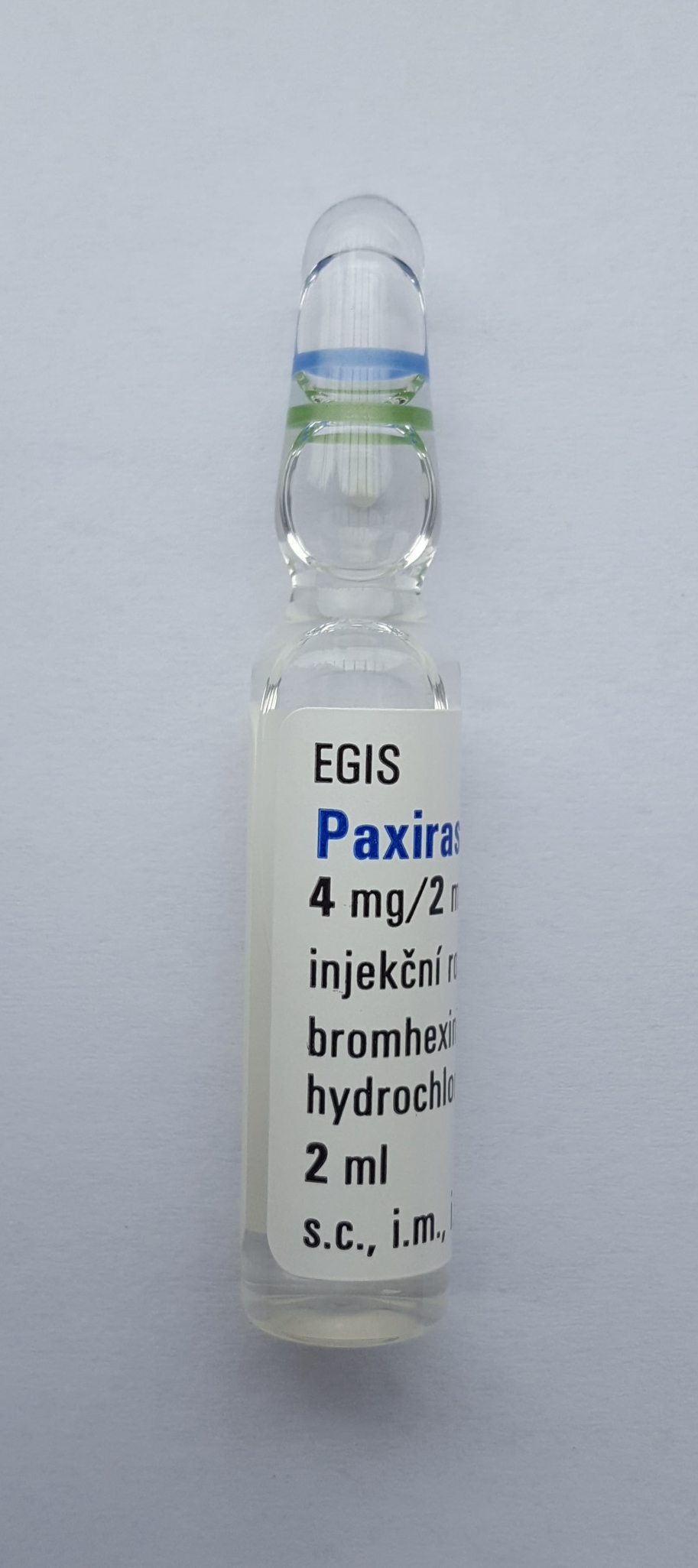
bromhexin k intravenóznímu podání

Bromhexin je léčivo, působí jako mukolytikum (expektorans). V léčivých přípravcích je ve formě hydrochloridu. Může se podávat i inhalačně. V těle se metabolizuje na vlastní účinnou látku ambroxol.

## Nežádoucí účinky
Bromhexin může vyvolávat zažívací obtíže. Nedoporučuje se podávat u žaludečního vředu.